# Бенедетти, Джордано
Джордано Бенедетти (итал. Giordano Benedetti; род. 22 мая 1989, Тренто) — итальянский легкоатлет, специалист по бегу на средние дистанции. Выступает за сборную Италии по лёгкой атлетике с 2008 года, победитель командного чемпионата Европы, многократный победитель и призёр первенств национального значения в беге на 800 метров, участник летних Олимпийских игр в Рио-де-Жанейро.

## Биография
Джордано Бенедетти родился 22 мая 1989 года в Тренто, Трентино-Альто-Адидже.
Впервые заявил о себе на международном уровне в сезоне 2007 года, когда вошёл в состав итальянской сборной и выступил на юниорском европейском первенстве в Хенгело, где в зачёте бега на 800 метров дошёл до стадии полуфиналов.
В 2008 году в той же дисциплине стал шестым на юниорском мировом первенстве в Быдгоще.
В 2009 году занял восьмое место на Средиземноморских играх в Пескаре.
В 2010 году был восьмым на командном чемпионате Европы в Бергене, дошёл до полуфинала на чемпионате Европы в Барселоне.
В 2011 году финишировал четвёртым на молодёжном европейском первенстве в Остраве.
В 2013 году среди прочего отметился выступлением на чемпионате Европы в помещении в Гётеборге, на командном чемпионате Европы в Гейтсхеде, на чемпионате мира в Москве.
В 2014 году стал третьим на командном чемпионате Европы в Брауншвейге, дошёл до полуфинала на чемпионате Европы в Цюрихе.
В 2015 году превзошёл всех соперников на командном чемпионате Европы в Чебоксарах, выступил на чемпионате мира в Пекине.
В 2016 году финишировал восьмым на чемпионате Европы в Амстердаме. Благодаря череде удачных выступлений удостоился права защищать честь страны на летних Олимпийских играх в Рио-де-Жанейро — в программе бега на 800 метров остановился на стадии полуфиналов.
В 2017 году стал вторым на командном чемпионате Европы в Лилле.
В 2018 году занял седьмое место на Средиземноморских играх в Таррагоне.